# محمية الأمير محمد بن سلمان
محمية الأمير محمد بن سلمان هي محمية ملكية يتمثل نطاقها الجغرافي في المنطقة الواقعة بين مشروع نيوم ومشروع البحر الأحمر شمال غرب المملكة، وهي أحد المحميات الملكية الست التي تأسست بأمر ملكي في يونيو 2018، ويتولى إدارتها مجلس إدارة يتمتع بالشخصية الاعتبارية والاستقلال المالي والإداري برئاسة ولي العهد الأمير محمد بن سلمان.

## الهدف من إنشائها
تبلغ مساحة محمية الأمير محمد بن سلمان 16000كم، وهي بيئة طبيعية صالحة لإعادة توطين الحيوانات والنباتات البرية، وتعمل المحمية على الحد من الصيد والرعي الجائر والاحتطاب في المنطقة، وزيادة الغطاء النباتي وحمايته، وإنماء البيئة الطبيعية للحيوانات والنباتات والمحافظة عليها وإعادة التوازن البيئي داخل المحمية.

## الحفاظ على الحياة الفطرية
في نوفمبر 2023، أُطلق 85 حيوانًا مهددا بالإنقراض في محمية الأمير محمد بن سلمان بهدف إعادة تأهيل النظم البيئية وتحفيز التنوع الأحيائي في المملكة، وشملت الحيوانات التي تم إطلاقها 20 من المها العربي و40 من ظبي ريم و6 ظباء إدمية و6 وعول جبلية و4 عقبان سهول و4 نسور سمراء ونسر أذون و4 من طيور البوم الفرعوني الصحراوي.

## مشروع أمالا
هو مشروع سياحي يتمركز حول النقاهة والصحة والعلاج، ويهدف إلى الحفاظ على البيئة والاستدامة وإيجاد حلول مبتكرة صديقة للبيئة لا تهدد النظام البيئي للمنطقة، مثل الزراعة المستدامة، وتوليد الطاقة الشمسية، وهو أول المشاريع الواقعة ضمن النطاق الجغرافي لمحمية الأمير محمد بن سلمان الملكية، ويضم ثلاثة مواقع داخل نطاق المحمية، على مساحة يصل مجموعها إلى 3,800 كيلومتر مربع، ويتوقع أن يوفر المشروع نحو 22 ألف فرصة وظيفية في قطاعات الضيافة والسياحة والترفيه والبيع بالتجزئة.